# Масный, Мариан
Ма́риан Ма́сный (словац. Marián Masný; 13 августа 1950, Рыбаны, Чехословакия) — чехословацкий футболист, игравший на позициях правого полузащитника и нападающего.

## Карьера

### Клубная
Мариан Масный, воспитанник «Едноты» из Тренчина, с 1969 по 1971 год играл в «Дукле» (Банска-Быстрица), после чего стал игроком «Слована». В бело-голубой футболке братиславского клуба Масный провёл 12 сезонов, сыграл 318 матчей и забил 97 мячей, дважды выигрывал чемпионат и Кубок Чехословакии. Будучи достаточно результативным футболистом, Мариан Масный стал в сезоне 1980/81 лучшим бомбардиром чемпионата Чехословакии.
Весной 1983 года Масный играл в австрийском «Нойзидль-ам-Зе», но вскоре вернулся в Братиславу, два сезона отыграл за «Петржалку». Заканчивал карьеру в Австрии, в любительском клубе «Мёнхгоф», позже работал с ним как тренер.

### В сборной
Мариан Масный играл за сборную Чехословакии с 1974 по 1982 год. Первый матч в национальной команде провёл 25 сентября 1974 года, соперником была сборная ГДР, чехословаки выиграли 3:1. На победном чемпионате Европы 1976 года Масный отыграл оба матча без замен. Как известно, для определения победителя в финале впервые проводилась послематчевая серия пенальти, первым одиннадцатиметровый пробивал именно Масный, его удар был точен. По итогам финального турнира Мариан Масный был включён в символическую сборную.
Масный принимал участие и в «бронзовом» чемпионате Европы 1980 года, сыграл там во всех матчах, хотя и начинал турнир запасным. Два матча Мариан Масный провёл и на чемпионате мира в Испании в 1982 году, причём игра с Францией в Вальядолиде 24 июня 1982 года стала для него последней в составе сборной.
Всего в составе сборной Чехословакии Мариан Масный провёл 75 матчей, забил 18 мячей. По количеству матчей за единую чехословацкую сборную он уступает только Зденеку Негоде и делит второе место с Ладиславом Новаком.

## Достижения
- Чемпион Европы: 1976
- Бронзовый призёр чемпионата Европы: 1980
- Чемпион Чехословакии (2): 1973/74, 1974/75
- Обладатель Кубка Чехословакии (2): 1973/74, 1981/82
- Лучший бомбардир чемпионата Чехословакии: 1980/81

## Личная жизнь
Старший брат Мариана Масного — Войтех Масный (р. 1938) — также футболист, игравший за «Едноту» (Тренчин) и сборную Чехословакии, в составе которой стал серебряным призёром Олимпийских игр 1964 года в Мехико.
Сын Мариана Масного — Мариан Масный-младший (р. 1973) — футболист, выступавший в составе словацких клубов, в том числе «Слована», «Петржалки» и «Дуклы», а также австрийского «Мёнхгофа», за все эти клубы в прошлом играл отец.
Долгое время близким другом Масного был Ян Швеглик — партнёр по «Словану» и сборной. В настоящий момент Мариан Масный не поддерживает отношений ни со своим братом, ни с друзьями, изредка разговаривает с сыном по телефону.